# Emile Cairess
Emile Cairess (* 27. Dezember 1997 in Bradford) ist ein britischer Leichtathlet, der sich auf den Langstreckenlauf spezialisiert hat und insbesondere im Crosslauf erfolgreich ist.

## Sportliche Laufbahn
Erste internationale Erfahrungen sammelte Emile Cairess bei den Crosslauf-Europameisterschaften 2018 in Tilburg, bei denen er nach 24:07 min den achten Platz im U23-Rennen belegte und in der Teamwertung die Silbermedaille gewann. Im Jahr darauf gewann er bei den U23-Europameisterschaften in Gävle in 28:50,21 min die Bronzemedaille im 10.000-Meter-Lauf hinter dem Franzosen Jimmy Gressier und Tadesse Getahon aus Israel. Im Dezember gelangte er bei den Crosslauf-Europameisterschaften in Lissabon mit 26:34 min auf Rang 60 im U23-Rennen. 2022 wurde er bei den Europameisterschaften in München in 28:07,37 min Elfter über 10.000 Meter und im Dezember gewann er bei den Crosslauf-Europameisterschaften in Turin in 29:42 min die Silbermedaille im Einzelrennen hinter dem Norweger Jakob Ingebrigtsen. 2024 wurde er beim London-Marathon in 2:06:46 h Dritter und im August lief er bei den Olympischen Sommerspielen in Paris nach 2:07:29 h auf dem vierten Platz ein.

## Persönliche Bestleistungen
- 5000 Meter: 13:26,40 min, 2. Juli 2022 in Heusden-Zolder
- 10.000 Meter: 27:34,08 min, 14. Mai 2022 in London
- 10-km-Straßenlauf: 27:44 min, 9. Januar 2022 in Valencia
- Halbmarathon: 1:00:01 h, 25. Februar 2024 in Neapel
- Marathon: 2:06:46 h, 21. April 2024 in London